# Reichswerke Hermann Göring
Reichswerke Hermann Göring (oficiální označení Reichswerke AG für Erzbergbau und Eisenhütten „Hermann Göring“) byly spolu s I.G. Farben a Vereinigte Stahlwerke AG největšími německými koncerny v Třetí říši.[zdroj?]
Od března 1937 plánoval Hermann Göring, Paul Pleiger a Hermann Alexander Brassert založení říšské společnosti. Tato společnost byla založena 15. července 1937 jako akciová společnost se sídlem v Berlíně. Její kapitálový vklad byl nejprve 5 miliónů říšských marek. Podíl státu ve společnosti činil 90 procent. V červenci 1941 došlo k přeložení sídla firmy z Berlína do Salzgitteru.
V době období druhé světové války byly součásti koncernu například Škodovy závody či Vítkovické železárny. Od září 1944 do ledna 1945 byl pro vítkovický koncern v obci Rydułtowy vybudován pomocný tábor KL Auschwitz-Birkenau, kde pracovala asi tisícovka vězňů. Po konci války byl koncern zrušen.